# Solenostoma subellipticum
Solenostoma subellipticum là một loài rêu tản trong họ Jungermanniaceae. Loài này được (Lindb. ex Heeg) R.M. Schust. miêu tả khoa học lần đầu tiên năm 1969.